# Distichodus kolleri
Distichodus kolleri är en fiskart som beskrevs av Holly 1926. Distichodus kolleri ingår i släktet Distichodus och familjen Distichodontidae. IUCN kategoriserar arten globalt som livskraftig. Inga underarter finns listade i Catalogue of Life.